# Реальний капітал
Реальний (фізичний) капітал — засоби виробництва, основний капітал. Включає в себе основні та оборотні кошти. Перші використовуються в кількох виробничих циклах, другі — в одному. Грань, що їх розділяє, може змінюватися в залежності від характеру розглянутої економічної діяльності або рівня аналізу (мікро-або макроекономічного). Проте, різниця стає принциповою, коли мова заходить про управління підприємством, ефективність роботи якого залежить від правильного використання реального капіталу. Наприклад, рентабельність оборотних коштів залежить від швидкості їх оборотності, а рентабельність основних засобів — від ступеня їх використання. Реальний капітал в балансі підприємства зараховується в актив і розподіляється за такими статтями: будівлі та обладнання, сировина, матеріали інші оборотні кошти виробничого призначення, легко реалізоване майно і запаси.